# Archipiélago del Norte
El archipiélago del Norte o islas del Canal (en inglés, Channel Islands of California) es un conjunto de islas ubicadas frente a las costas de California. De facto son parte del estado de California en los Estados Unidos desde 1852. Está formado por ocho islas —San Miguel, Santa Rosa, Santa Cruz, Anacapa, Santa Bárbara, San Clemente, San Nicolás y Santa Catalina—, dos islotes —Prince y Sutil—, además de numerosos farallones que se extienden a largo de la costa, desde San Diego hasta San Francisco. Las islas septentrionales del grupo están separadas del continente por el canal de Santa Bárbara y las meridionales por  el canal de San Pedro.
Las islas se encuentran bajo la soberanía de los Estados Unidos de América desde 1852, mientras que grupos no oficiales mexicanos las reclaman para su país, pero no así el gobierno de México que no ha efectuado reclamación alguna sobre ellas. En 1972, los Brown Berets o Boinas cafés, un grupo de activistas latinos, chicanos y mexicanos residentes tomaron la Isla de Santa Catalina, invocando el Tratado de Guadalupe Hidalgo, el cual no hace mención alguna sobre las islas.
Desde 1980, cinco de las islas integran el parque nacional Islas del Canal (Channel Islands National Park): San Miguel, Santa Rosa, Santa Cruz, Anacapa y Santa Bárbara.
Actualmente, el Archipiélago del Norte está bajo la soberanía de Estados Unidos (forma parte del estado de california desde 1852). Pese a la controversia, el gobierno mexicano no ha reclamado oficialmente la propiedad de dichos territorios.

## Posible controversia sobre la soberanía
Hay posibilidades tanto de que un eventual litigio ante la Corte Internacional sobre la propiedad y la soberanía del llamado Archipiélago del Norte sea contrario a México como de que sea favorable, en virtud de existir lagunas sobre su situación. Esto ha sido comentado ya por miembros de la Sociedad de Geografía, en la época del Porfiriato, y de la Secretaría de Relaciones Exteriores, en épocas más recientes. Se puede consultar el libro El Archipiélago del Norte, ¿territorio de México o de los Estados Unidos?, de Jorge A. Vargas, publicado en conjunto por la SRE y el Fondo de Cultura Económica de México, en 1993. El argumento que sostiene la presunción de propiedad por parte de México es endeble, y su misma fragilidad ha sido la razón principal de que no se haya ejercido ningún juicio a más de 150 años de que el Tratado de Guadalupe-Hidalgo entrara en vigor.
En el Tratado de Paz, "Amistad" y Límites entre los Estados Unidos Mexicanos y los Estados Unidos de América, más conocido como el Tratado de Guadalupe-Hidalgo, se describe, con un grado relativamente aceptable de precisión, el territorio al que México renuncia "voluntariamente" a cambio de una suma de pesos, comparado con la gran extensión de terreno perdido, que sumaba poco más del 50% del territorio nacional. Debido a que es un tratado que fijaba límites, y a las limitaciones mismas de su redacción, no se señalan con claridad las partes integrantes de cada lado, sino que se ofrecían guías para delimitar la frontera. 
En el lado oriental se describe con aceptable precisión los límites terrestres, a lo largo del Río Bravo del Norte (o río Grande para los estadounidenses) y se entiende la posesión de todas las islas a lo largo de la costa de Texas, extendiéndose los límites hasta tres leguas marinas, que son de tres millas náuticas. Tomando en cuenta que una milla náutica es igual a 1.852 metros lineales, la legua marina equivale a 5.555'55 metros lineales. Por tanto, los límites marinos son de 16.666'66 metros, es decir, 16'6 kilómetros. Es aquí donde se centra la controversia de la cuestión naval, sin tomar en cuenta el territorio económico exclusivo, que en el tiempo del tratado no estaba considerado y por tanto, para los efectos del tratado, no aplica. En el lado occidental, sin embargo, el tratado no menciona la extensión de los límites con respecto al mar. La única mención al respecto es que la frontera quedará exactamente «una legua marina al Sur del punto más meridional del Puerto de San Diego». La delimitación de la frontera oriental dice a la letra: «tres leguas fuera de tierra frente a la desembocadura del Río Grande (pasando por el desierto de Sonora y el Río Gila hasta el) límite que separa la Alta de la Baja California hasta el Mar Pacífico». No se cita, en el caso de la frontera occidental o en ninguna otra parte, la distancia de tres leguas para internarse en el mar.

### Puntos a favor de soberanía de los Estados Unidos Mexicanos
Bajo esta perspectiva, las islas, que no son mencionadas en el tratado y que se encuentran a más de tres leguas marinas del punto más cercano a tierra, seguirían bajo soberanía mexicana, aunque el control lo ejerciera, de facto, los Estados Unidos de América. De hecho, tras la firma del Tratado de Guadalupe-Hidalgo, una comisión conjunta de los dos gobiernos formalizó los tratados limítrofes reiterando en forma textual al tratado original. En 1858 se firmó el Tratado Gadsden que modificaba los límites fronterizos entre México y Estados Unidos, tras la venta de La Mesilla, pero el límite oeste simplemente se fijó desde un punto de la costa. Amparados por el Tratado Gadsden, los Estados Unidos de América se posesionaron también del Archipiélago, pero este tratado nunca se ratificó en su totalidad. Según una transcripción literal del tratado, México consentía que los estadounidenses construyeran, controlaran y operaran un ferrocarril a través del Istmo de Tehuantepec, y México debería construir puertos, y permitir la operación de los mismos de parte de los estadounidenses, para operar el ferrocarril. Las hipótesis de que México consiguió establecer una cláusula según la cual Estados Unidos se comprometía a cederle la posesión de las islas en un término de 100 años son falsas. Cabe mencionar que este tratado no fue ratificado por el Congreso de la Unión.
Por otro lado, el Departamento del Interior del Gobierno estadounidense redactó en 1976 un documento en el que expresa su preocupación porque el Gobierno de México emprenda una reclamación con fundadas bases legales, que pudiera llevarle a recuperar la posesión de las ocho islas en cuestión, esto a raíz de la falta de ratificación del Tratado de Aguas y Límites Marítimos celebrado con México, por parte del Congreso estadounidense.

### Puntos a favor de soberanía de los Estados Unidos de América
Es de hacer notar, sin embargo, que la Constitución de California pone bajo su soberanía todas las islas ubicadas en sus aguas territoriales, y hace expresa mención de las islas que componen el llamado Archipiélago del Norte como parte integral de su territorio. Asimismo, en la Constitución de Baja California no se contemplan estas islas: de hecho, el artículo 2 simplemente menciona que su territorio es la que le ha sido reconocida en la Constitución Política de los Estados Unidos Mexicanos.
Asimismo, si bien la Constitución de 1824 colocaba a estas islas bajo soberanía mexicana y administradas directamente por el Gobierno de la República, después se cedió su control al entonces Gobierno de las Californias para su administración. El argumento, entonces, es que cuando la Alta California fue cedida a los Estados Unidos de América, las islas se fueron con ella. Por si esto no fuera suficiente, el Tratado sobre límites marítimos y el Tratado de Aguas entre México y Estados Unidos de América, ambos disponibles en Tratados y Convenciones vigentes entre los Estados Unidos Mexicanos y otros Países de la SRE, México renuncia expresamente a reclamar cualquier territorio o porción de terreno por encima del mar territorial y la zona económica exclusiva de 200 millas náuticas delimitada entre las dos naciones. Los límites marinos están claramente delimitados por dicho tratado. Cabe mencionar que este tratado no ha sido ratificado por el Congreso de los Estados Unidos de América, pero por el de México sí, y tiene fuerza de Ley desde 1970.
Es sumamente significativo el trabajo que se realizó durante la presidencia del general Manuel Ávila Camacho. Durante su gestión, el presidente Ávila Camacho decidió crear una comisión de Listón Azul, integrada por prominentes geógrafos, historiadores y juristas internacionales mexicanos, a la que llamó Comisión Camacho. Tras casi cinco años de trabajo, la comisión emitió un dictamen de cuatrocientas fojas y varios apéndices que en 1947 fue presentada al Presidente Miguel Alemán Valdés. El resultado fue negativo para las pretensiones mexicanas. Después de varias consultas con el gobierno estadounidense, México decidió clasificar el asunto como Tema Confidencial y se guardó discreto silencio. El informe no ha sido revelado al público mexicano, aunque se puede tener acceso a él.

### Debates en laCámara de Diputadosde México
- 1981 - El 28 de diciembre de 1981, el diputado Manuel Terrazas Guerrero, del Partido Comunista Mexicano, presentó ante la Cámara de Diputados, la primera propuesta sobre la formación de una Comisión que investigue la situación que guardan las islas de referencia pertenecientes a México, según antecedentes históricos.
- 1984 - El 13 de septiembre de 1984, el diputado Jesús Lazcano Ochoa, del Partido Socialista Unificado de México, presentó una minuta relativa sobre los Derechos del Archipiélago del Norte, la cual fue expuesta en tribuna y turnada a la Comisión de Relaciones Exteriores de la Cámara de Diputados.
- 2003 - El 12 de marzo de 2003, el H. Congreso de la Unión, turnó el Punto de Acuerdo n.º 6, al Ejecutivo Federal para que este a su vez inicie el Juicio de Reclamación del Archipiélago del Norte ante el Tribunal Internacional de Justicia. En dicho punto de acuerdo, el diputado Víctor Antonio García Dávila del Partido del Trabajo, exhorta a las Juntas de Coordinación Política de las Cámaras que integran el Poder Legislativo, para que convoquen al titular del Poder Ejecutivo Federal a iniciar en las cortes internacionales los juicios correspondientes para que quienes se encuentran ocupando estos territorios, los devuelvan y se indemnice a la Nación por el uso que desde 1848 le han venido dando.. Esta solicitud fue desechada algunas semanas después por no haber causales suficientes para iniciar dicho proceso.

### Debates en laCámara de Senadoresde México
- 2008 - El 17 de noviembre de 2008, el senador Alfonso Abraham Sánchez Anaya, del Partido de la Revolución Democrática, presentó una proposición con punto de acuerdo, por la que solicita información a diferentes dependencias de la Administración Pública Federal sobre la concesión o explotación de los recursos naturales en las Islas Coronado, el Archipiélago del Norte, y demás islas, la administración de islas de jurisdicción federal, así como la compra-venta de islas que integran el territorio nacional, donde; en los puntos de acuerdo, se destaca lo siguiente:

SEGUNDO.- Se solicita a la Secretaría de Gobernación un informe puntual y detallado sobre la administración de las islas de jurisdicción federal, precisando bajo qué condiciones se concedió la posesión o dominio de las Islas San Miguel, Santa Rosa, Santa Cruz, Santa Bárbara, San Nicolás, Santa Catarina y San Clemente a los Estados Unidos de América.

TERCERO.- Se exhorta a la Secretaría de Gobernación a que, con base en las facultades de administración sobre las islas de jurisdicción federal, ejercite las acciones que correspondan por la oferta en venta de las islas Esmeralda, Platanitos, Cayo Venado, Cerralvo, Cayo Culebra, Manglar y Tlachichitle.

CUARTO.- Se solicita a la Secretaría de Relaciones Exteriores, informe si alguna persona física o moral extranjera ha solicitado licencia o autorización para adquirir el dominio de alguna isla del país, y en el supuesto de haberla concedido, exponga las razones y fundamentos que motivaron su otorgamiento.